# Local de trabalho

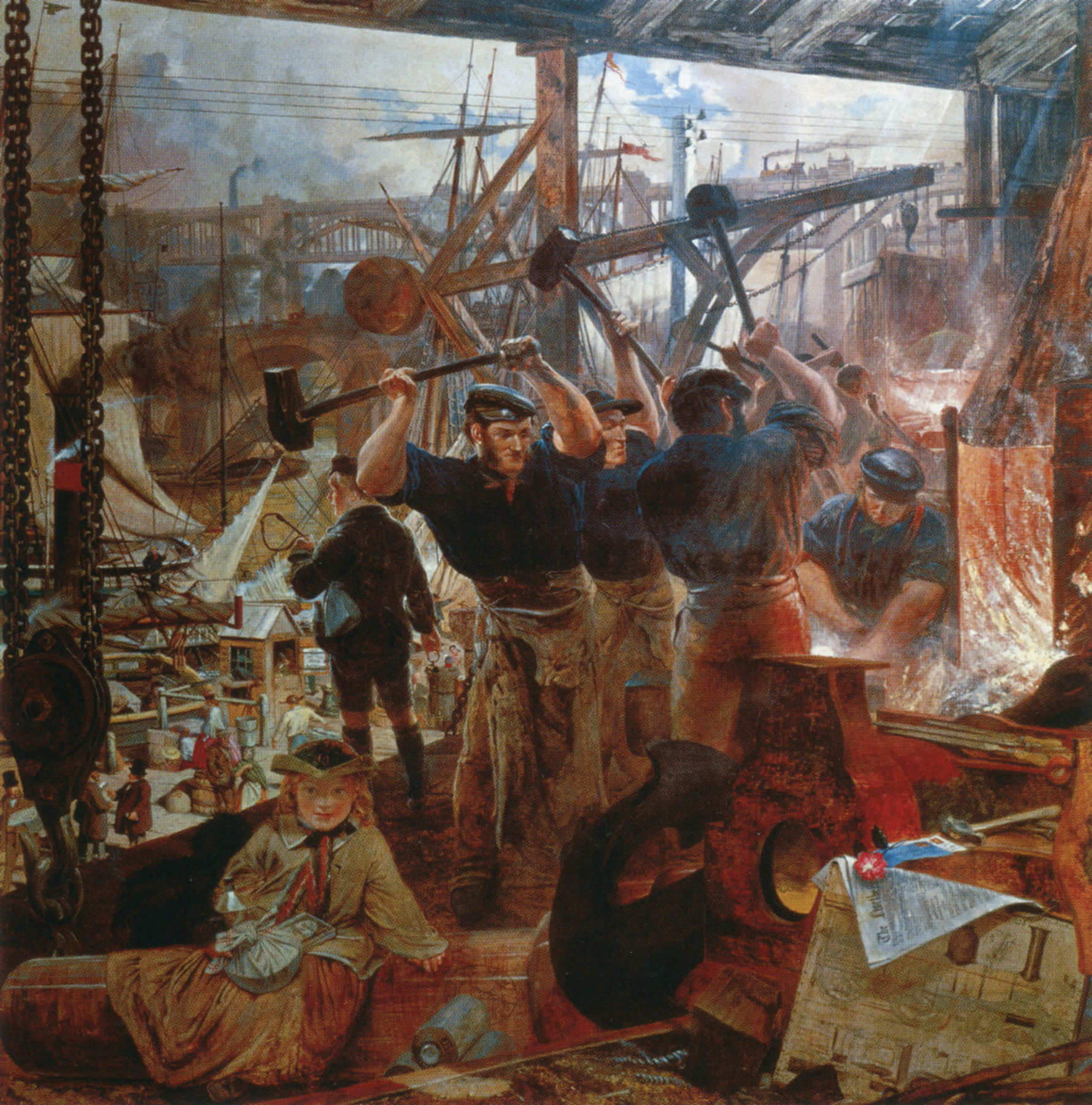
Ferro e Carvão, de William Bell Scott (1855-60)

Um local de trabalho é um local onde alguém trabalha, para seu empregador ou para si mesmo, um local de emprego. Esse local pode variar de um escritório em casa a um grande edifício de escritórios ou fábrica. Para as sociedades industrializadas, o local de trabalho é um dos espaços sociais mais importantes além do lar, constituindo "um conceito central para várias entidades: o trabalhador e [sua] família, a organização empregadora, os clientes da organização e a sociedade como um todo". O desenvolvimento de novas tecnologias de comunicação levou ao desenvolvimento do local de trabalho virtual e do trabalho remoto.
O assunto é tratado nas convenções da Organização Internacional do Trabalho, especialmente nas convenções 155, 161 e 187. A Convenção 155 da OIT estabelece que a saúde não pode ser considerada apenas ausência de doenças, mas também abrangendo elementos físicos e mentais que afetam a saúde e estão diretamente relacionados com a segurança e saúde do trabalho. Além disso, obriga a todo membro da OIT que ratificar a convenção que a política estatal deve estar direcionada a prevenir os acidentes e os danos à saúde que forem consequência do trabalho tenham relação com a atividade de trabalho, ou se apresentarem durante o trabalho, reduzindo ao mínimo, na medida que for razoável e possível, as causas dos riscos inerentes ao local de trabalho.
A convenção 161 da OIT prioriza as funções essencialmente preventivas dos serviços de saúde do trabalho, que devem orientar o empregador, os trabalhadores e seus representantes na empresa.

## História
No local de trabalho na Grécia antiga e em Roma, os trabalhadores usavam técnicas e meios para driblar os malefícios causados pelos instrumentos que utilizavam na produção. O médico Bernardino Ramazzini foi o primeiro a relacionar doenças com o local de trabalho, além de consequentes medidas de proteção e tratamento, alegando que muitos dos males estão relacionadas ao ofício.
No entanto, o marco inicial da transformação do local de trabalho se deu com a Revolução Industrial, surgindo com ela uma nova classe de operários, classificados como proletários, além da degradação do local de trabalho. Assim, houve diversos relatos de mutilados, os órfãos e viúvas e a miséria da população, além de doenças ocupacionais, envenenamento por agrotóxicos, acidentes fatais na construção civil e nas fábricas decorrentes da falta de qualificação técnica no manuseio das máquinas e a falta de proteção por parte dos trabalhadores. Por essa razão foi necessária proteção no local de trabalho, sendo que as primeiras legislações neste sentido proibiam o trabalho infantil e limitavam a jornada de trabalho. No final do século XIX, a encíclica Rerum Novarum ampliou a tutela protetiva sobre os trabalhadores, trazendo as primeiras leis de proteção ao trabalho. Em 1919, a conferência da Paz da Sociedade das
Nações cria, através do Tratado de Versalhes, a Organização Internacional do Trabalho.